# Сологубовка (Винницкая область)
Сологубовка (укр. Сологубівка) — село на Украине, находится в Оратовском районе Винницкой области.
Код КОАТУУ — 0523185201. Население по переписи 2001 года составляет 628 человек. Почтовый индекс — 22634. Телефонный код — 4330.
Занимает площадь 2,46 км².

## Адрес местного совета
22634, Винницкая область, Оратовский р-н, с. Сологубовка, ул. Победы, 4